# Фризијски језици
Фризијски језици (западнофризијски: Frysk, сатерландски: Fräisch, севернофризијски: Frasch, Fresk, Freesk, Friisk) су блиско повезана група германских језика. Овим језицима се служи око пола милона Фризијаца који живе на јужној обали Северног мора у Холандији и Немачкој.
Фризијски језик је најближи рођак староенглеског језика, а показује сличности са холандским, немачким и данским. Први текстови писани на фризијском језику потичу из периода 13.—15. века.

## Подела
Постоје три варијанте фризијског језика: западнофризијски, источнофризијски (сатерландски фризијски – последњи преостали дијалект источнофризијанског) и севернофризијски. Лингвисти се не слажу да ли су ово три дијалекта истог језика, или три посебна језика. Говорници ове три варијанте се међусобно не разумеју.

## Распрострањеност
У Холандији, углавном у провинцији Фризланд, живи око 350.000 говорника западнофризијског језика. Многи становници ове провинције којима је матерњи језик холандски, такође разумеју и говоре фризијски. У мочварама Доње Саксоније у Немачкој, постоји још 2.000 говорника сатерландског фризијског. У Северној Фризији (део Шлезвиг-Холштајна) живи око 10.000 говорника севернофризијског језика.

## Пример
Молитва Оче наш на западнофризијском:
Us Heit
dy't yn de himelen is
jins namme wurde hillige
Jins keninkryk komme
Jins wollen barre allyk yn 'e himel
sa ek op ierde
Jou ús hjoed ús deistich brea
En ferjou ús ús skulden
allyk ek wy ferjouwe ús skuldners
En lied ús net yn fersiking
mar ferlos ús fan 'e kweade
Want Jowes is it keninkryk en de krêft
en de hearlikheid oant yn ivichheid.